# Martin Island (Antarktika)
Martin Island ist eine kleine Insel vor der Küste des ostantarktischen Kemplands. Im nördlichen Teil der Edward-VIII-Bucht liegt sie unmittelbar vor der Südseite des Edward-VIII-Plateaus.
Norwegische Kartographen kartierten sie anhand von Luftaufnahmen der Lars-Christensen-Expedition 1936/37. Sie benannten sie als Utvikgalten (norwegisch für Außenbuchtkeiler). Das Antarctic Names Committee of Australia benannte sie im Zuge von Vermessungen durch Wissenschaftler der Australian National Antarctic Research Expeditions (ANARE) nach Alan R. Martin, Leiter der ANARE-Mannschaft auf der Macquarie-Insel im Jahr 1948.